# Soucy (Yonne)
Soucy és un municipi francès, situat al departament del Yonne i a la regió de Borgonya - Franc Comtat. L'any 2007 tenia 1.371 habitants.

## Demografia

### Població
El 2007 la població de fet de Soucy era de 1.371 persones. Hi havia 546 famílies, de les quals 98 eren unipersonals (41 homes vivint sols i 57 dones vivint soles), 216 parelles sense fills, 191 parelles amb fills i 41 famílies monoparentals amb fills.
La població ha evolucionat segons el següent gràfic:
Habitants censats

### Habitatges
El 2007 hi havia 627 habitatges, 550 eren l'habitatge principal de la família, 40 eren segones residències i 37 estaven desocupats. 605 eren cases i 19 eren apartaments. Dels 550 habitatges principals, 490 estaven ocupats pels seus propietaris, 47 estaven llogats i ocupats pels llogaters i 13 estaven cedits a títol gratuït; 3 tenien una cambra, 25 en tenien dues, 97 en tenien tres, 152 en tenien quatre i 273 en tenien cinc o més. 426 habitatges disposaven pel capbaix d'una plaça de pàrquing. A 213 habitatges hi havia un automòbil i a 301 n'hi havia dos o més.

### Piràmide de població
La piràmide de població per edats i sexe el 2009 era:
| Homes | Edats   | Dones |
| ----- | ------- | ----- |
| 0     | 95 o +  | 0     |
| 4     | 90 a 94 | 4     |
| 4     | 85 a 89 | 16    |
| 4     | 80 a 84 | 4     |
| 28    | 75 a 79 | 24    |
| 24    | 70 a 74 | 36    |
| 32    | 65 a 69 | 28    |
| 44    | 60 a 64 | 36    |
| 36    | 55 a 59 | 44    |
| 60    | 50 a 54 | 52    |
| 40    | 45 a 49 | 56    |
| 76    | 40 a 44 | 56    |
| 49    | 35 a 39 | 36    |
| 52    | 30 a 34 | 60    |
| 24    | 25 a 29 | 20    |
| 36    | 20 a 24 | 24    |
| 37    | 15 a 19 | 56    |
| 80    | 10 a 14 | 48    |
| 36    | 5 a 9   | 36    |
| 24    | 0 a 4   | 16    |

## Economia
El 2007 la població en edat de treballar era de 918 persones, 680 eren actives i 238 eren inactives. De les 680 persones actives 616 estaven ocupades (339 homes i 277 dones) i 64 estaven aturades (35 homes i 29 dones). De les 238 persones inactives 94 estaven jubilades, 60 estaven estudiant i 84 estaven classificades com a «altres inactius».

### Ingressos
El 2009 a Soucy hi havia 610 unitats fiscals que integraven 1.537,5 persones, la mediana anual d'ingressos fiscals per persona era de 19.854 €.

### Activitats econòmiques
Dels 43 establiments que hi havia el 2007, 1 era d'una empresa extractiva, 3 d'empreses alimentàries, 6 d'empreses de fabricació d'altres productes industrials, 8 d'empreses de construcció, 4 d'empreses de comerç i reparació d'automòbils, 2 d'empreses de transport, 2 d'empreses d'hostatgeria i restauració, 4 d'empreses de serveis, 5 d'entitats de l'administració pública i 8 d'empreses classificades com a «altres activitats de serveis».
Dels 13 establiments de servei als particulars que hi havia el 2009, 2 eren tallers de reparació d'automòbils i de material agrícola, 1 fusteria, 3 lampisteries, 1 electricista, 1 empresa de construcció, 3 perruqueries i 2 restaurants.
Dels 4 establiments comercials que hi havia el 2009, 1 era una botiga de més de 120 m², 1 una botiga de menys de 120 m², 1 una fleca i 1 una botiga d'electrodomèstics.
L'any 2000 a Soucy hi havia 8 explotacions agrícoles.

## Equipaments sanitaris i escolars
L'únic equipament sanitari que hi havia el 2009 era una farmàcia.
El 2009 hi havia 1 escola maternal i 1 escola elemental.

## Poblacions més properes
El següent diagrama mostra les poblacions més properes.